# 人类动物园 (书籍)
《人類動物園》（The Human Zoo）是英國動物學家德斯蒙德·莫利斯繼《裸猿》之後，於1969年發表的著作。他這兩本著作都是審視人類的生物性如何塑造當代世界文化的特性。 
《人類動物園》審視文明社會－尤其城市－的本質。莫利斯將一個城市的人類居民和一個動物園的動物居民作比較：兩者皆得到其生存所需，但代價是要居住在一個非自然的環境。城市中的人類與及動物園中的動物同樣得到食物、居所及頗多的休閒時間，但兩者都要住在一個非自然的環境、在發展健康的社會關係上似乎都出現困難、兩者都需忍受寂寞和無聊、都是要生活在有限的空間裡。這本書說明城市和動物園居民如何創造出處理這些問題的方法，以及他們未能處理這些問題時的後果。 
從這個角度來看，莫利斯審視了為什麼文明社會會是這樣子的。他解釋了文明社會中最好的和最差的特點，他審視了文明社會的偉大成就、自然科學和人民科學上的崇高探索，也審視了這同一社會中如戰爭、奴隸、強姦等等的可怕行為。這本著作和他較早之前的《裸猿》都是早期社會生物學領域中的作品。